# Jacobaea maroccana
Jacobaea maroccana là một loài thực vật có hoa trong họ Cúc. Loài này được (P.H.Davis) Pelser mô tả khoa học đầu tiên năm 2006.